# 룽게-쿠타 방법

수치 해석에서 룽게-쿠타 방법(Runge-Kutta方法, 영어: Runge–Kutta method)은 적분 방정식 중 초기값 문제를 푸는 방법 중 하나이다.

## 역사
1900년 경 독일의 수학자 카를 룽게와 마르틴 빌헬름 쿠타가 개발하였다.

## 일반적인 4차 룽게-쿠타 방법
일반적으로 사용하는 룽게-쿠타 방법은 4차 룽게-쿠타 방법으로 보통 "RK4" 라고 쓴다. 별다른 수식어 없이 룽게-쿠타 방법을 쓴다고 말한다면 대체로 4차 룽게-쿠타 방법을 쓴다는 뜻이다.
다음과 같이 정의된 초기값 문제를 두자:
{\displaystyle y'=f(t,y),\quad y(t_{0})=y_{0}.}
y는 시간 t에 대한 미지의 함수이며, 우리가 근사하려는 것이다. y의 변화인 {\displaystyle {\dot {y}}}는 t와 y자신으로 이루어진 함수이고, 초기시간 {\displaystyle t_{0}}에 대응하는 y의 초기값은 {\displaystyle y_{0}}이며, 함수 f와 {\displaystyle t_{0}}, {\displaystyle y_{0}}의 값은 주어져 있다.
이제 h > 0 인 단계 크기로 다음을 정의한다.
{\displaystyle {\begin{aligned}y_{n+1}&=y_{n}+{\tfrac {1}{6}}h\left(k_{1}+2k_{2}+2k_{3}+k_{4}\right)\\t_{n+1}&=t_{n}+h\\\end{aligned}}}
n = 0, 1, 2, 3, ... 에서, 다음을 사용한다.
{\displaystyle {\begin{aligned}k_{1}&=f(t_{n},y_{n})\\k_{2}&=f(t_{n}+{\tfrac {1}{2}}h,y_{n}+{\tfrac {1}{2}}hk_{1})\\k_{3}&=f(t_{n}+{\tfrac {1}{2}}h,y_{n}+{\tfrac {1}{2}}hk_{2})\\k_{4}&=f(t_{n}+h,y_{n}+hk_{3})\end{aligned}}}
여기서 {\displaystyle {y}_{n+1}}이란 {\displaystyle y(t_{n+1})} 의 RK4 근사 항이며, 다음 단계의 값({\displaystyle {y}_{n+1}})은 현재 단계의 값({\displaystyle y_{n}})에 네 구간의 크기 h의 증분치들의 가중평균을 더한 값이다.
- {\displaystyle k_{1}}은 구간의 시작부분의 기울기에 의한 증분값이며, {\displaystyle y}를 사용한다.(오일러 방법)
- {\displaystyle k_{2}}는 구간의 중간의 기울기에 의한 증분값이며, {\displaystyle y+{\frac {h}{2}}k_{1}}을 사용한다.
- {\displaystyle k_{3}}는 마찬가지로 구간의 중간의 기울기에 의한 증분값이나, {\displaystyle y+{\frac {h}{2}}k_{2}}를 사용한다.
- {\displaystyle k_{4}}은 구간의 끝의 기울기에 의한 증분값이며, {\displaystyle y+hk_{3}}를 사용한다.

네 증분을 평균을 낼 때, 중간 부분에서 더 많은 무게의 증분이 더해진다. 만약 함수 {\displaystyle f}가 {\displaystyle y}에 대하여 독립적이라면, 미분방정식은 단순한 적분이 되어  RK4는 심프슨 공식이 된다.

일반적인 미분방정식에서 RK4 방법과 다른 낮은 차원의 방법을 비교한 것이다.

RK4 방법은 4차 해법이다. 이는 각 단계에서의 오류는 점근 표기법으로 {\displaystyle O(h^{5})}, 총 누적 오류는 {\displaystyle O(h^{4})}라는 것을 의미한다.

## 양함수적(명시적) 룽게 - 쿠타 방법
양함수적(명시적, explicit) 룽게-쿠타 방법은 위에서 설명된 RK4 방법의 일반화이다. 이것은 다음과 같이 주어진다.
{\displaystyle y_{n+1}=y_{n}+h\sum _{i=1}^{s}b_{i}k_{i}}
이때 각 {\displaystyle k_{i}}는 다음과 같다.
{\displaystyle {\begin{aligned}k_{1}&=f(t_{n},y_{n}),\\k_{2}&=f(t_{n}+c_{2}h,y_{n}+h(a_{21}k_{1})),\\k_{3}&=f(t_{n}+c_{3}h,y_{n}+h(a_{31}k_{1}+a_{32}k_{2})),\\&\cdots \\k_{s}&=f(t_{n}+c_{s}h,y_{n}+h(a_{s1}k_{1}+a_{s2}k_{2}+\cdots +a_{s,s-1}k_{s-1})).\end{aligned}}}
특정한 방법을 지정하기 위해서는, 정수 s (각 단계들의 수) 가 주어져야 하고, 각각의 계수들 aij (1 ≤ i < j ≤ s), bi (i = 1, 2, ..., s), ci (i=2, 3, ..., s) 가 필요하다. 행렬 [aij]는 룽게-쿠타 행렬이며, bi 와ci  는 알려져 있듯이 무게 와 마디이다.
이 값들은 부처 태블로(Butcher tableau)이라는 기억장치 내에서 배열되어있다. 존 찰스 부처의 이름을 딴 것이다.
{\displaystyle {\begin{array}{c|cc}0\\c_{2}&a_{21}\\c_{3}&a_{31}&a_{32}\\\vdots &\vdots &&\ddots \\c_{s}&a_{s1}&a_{s2}&\cdots &a_{s,s-1}\\\hline &b_{1}&b_{2}&\cdots &b_{s-1}&b_{s}\\\end{array}}}
룽게-쿠타 방법은 다음을 만족할 때 일관성이 있다.
{\displaystyle \sum _{j=1}^{i-1}a_{ij}=c_{i}\ for\ i=2,\dots ,s.}
만약 하나가 특정 차수 p,즉 지역 절단 오차가 {\displaystyle O(h^{p+1})}이 되도록 이 방법이 요구되면 거기에는 또한 부수적인 요구사항이 있다. 이것은 절단오차의 정의에 의해서 나타난다. 예를 들어 2차 방법은 {\displaystyle b_{1}+b_{2}=1}, {\displaystyle b_{2}c_{2}=1/2},{\displaystyle a_{21}=c_{2}} 일 때 차수가 2이다.
일반적으로, s단계의 explicit 룽게-쿠타 방법이 p의 차수를 가진다면, {\displaystyle s\geq p}이고, 만약 {\displaystyle p\geq 5}일 때는 {\displaystyle s>p}이다. s단계 explicit 룽게-쿠타 방법이 열린문제에서 p의 차수를 가지기 위해서는 최소한의 s가 필요하다. 몇 개의 알려진 값들은 다음과 같다.
{\displaystyle {\begin{array}{c|cc}p&1&2&3&4&5&6&7&8\\\hline \min s&1&2&3&4&6&7&9&11\end{array}}}

### 예시
RK4는 이 방법에 맞아들어가며, 그 테이블은 다음과 같다.
{\displaystyle {\begin{array}{c|cc}0\\1/2&1/2\\1/2&0&1/2\\1&0&0&1\\\hline &1/6&1/3&1/3&1/6\end{array}}}
이 룽게-쿠타 방법에서의 약간의 변형을 준 방법은 쿠타에 의해서 연구되었고 3/8법칙 이라고 불린다. 이 방법의 가장 큰 장점은 다른 일반적인 방법들보다 오차계수가 작은 것이나, 이 방법은 매 단계마다 조금 더 많은 FLOP(부동소수점 연산)들이 필요하다. 그 Butcher 테이블은 다음과 같다.
{\displaystyle {\begin{array}{c|cc}0\\1/3&1/3\\2/3&-1/3&1\\1&1&-1&1\\\hline &1/8&3/8&3/8&1/8\end{array}}}
그러나, 가장 간단한 룽게-쿠타 방법은 (전방)오일러 방법이다. 공식은 {\displaystyle y_{n+1}=y_{n}+hf(t_{n},y_{n})}이다. 이것은 오직 한 단계 뿐인 explicit 룽게-쿠타 방법이다. 대응되는 테이블은 다음과 같다.
{\displaystyle {\begin{array}{c|cc}0\\\hline &1\end{array}}}

### 두 단계의 이차 방법들
간단한 예로 두 단계의 2차 방법인 중간점 방법을 보면 다음과 같다.
{\displaystyle y_{n+1}=y_{n}+hf{\biggl (}t_{n}+{\frac {1}{2}}h,y_{n}+{\frac {1}{2}}hf(t_{n},y_{n}){\biggr )}.}
대응되는 테이블은 다음과 같다.
{\displaystyle {\begin{array}{c|cc}0\\1/2&1/2\\\hline &0&1\\\end{array}}}
두 단계의 2차 룽게-쿠타 방법은 중간점 방법 밖에 없는 것은 아니다. 이런 종류의 방법은 α에 의해 다음과 같이 매개변수화되어 있다.{\displaystyle y_{n+1}=y_{n}+h{\Biggl (}{\biggl (}1-{\frac {1}{2\alpha }}{\biggr )}f(t_{n},y_{n})+{\frac {1}{2\alpha }}f{\bigl (}t_{n}+\alpha h,y_{n}+\alpha hf(t_{n},y_{n}){\bigr )}{\Biggr )}}
그 Butcher 테이블은 다음과 같다.
{\displaystyle {\begin{array}{c|cc}0\\\alpha &\alpha \\\hline &(1-{\frac {1}{2\alpha }})&{\frac {1}{2\alpha }}\\\end{array}}}
이 때 {\displaystyle \alpha ={\frac {1}{2}}}일 때는 중간점 방법이 되며, {\displaystyle \alpha =1}일 때는 호인의 방법이 된다.

## 활용
예를 들어 α=2/3인 두 단계의 2차 룽게 쿠타 방법을 보자, 이것은 라슬톤 방법 이라고 알려져있다. 테이블은 다음과 같이 주어져 있다.
{\displaystyle {\begin{array}{c|cc}0\\2/3&2/3\\\hline &1/4&3/4\\\end{array}}}
대응되는 등식은  다음과 같다.
{\displaystyle {\begin{aligned}k_{1}&=f(t_{n},y_{n}),\\k_{2}&=f(t_{n}+{\frac {2}{3}}h,y_{n}+{\frac {2}{3}}hk_{1}),\\y_{n+1}&=y_{n}+h{\Bigl (}{\frac {1}{4}}k_{1}+{\frac {3}{4}}k_{2}{\Bigr )}.\end{aligned}}}
다음의 초기치 문제를 풀기 위하여 이 방법을 사용한다.
{\displaystyle y^{\prime }=\tan(y)+1,\quad y_{0}=1,t\in [1,1.1]}
h = 0.025의 크기로 구간을 잡으면 이 방법은 네 단계가 필요하다.
이 방법의 결과는 다음과 같다:
{\displaystyle {\begin{array}{l}t_{0}=1:\\&y_{0}=1\\t_{1}=1.025:\\&y_{0}=1\qquad \qquad \qquad k_{1}=2.557407725\quad k_{2}=f(t_{0}+{\frac {2}{3}}h,y_{0}+{\frac {2}{3}}hk_{1})=2.713898184\\&y_{1}=y_{0}+h({\frac {1}{4}}k_{1}+{\frac {3}{4}}k_{2})={\underline {1.066869388}}\\t_{2}=1.05:\\&y_{1}=1.066869388\quad \ k_{1}=2.813524695\quad k_{2}=f(t_{1}+{\frac {2}{3}}h,y_{1}+{\frac {2}{3}}hk_{1})\\&y_{2}=y_{1}+h({\frac {1}{4}}k_{1}+{\frac {3}{4}}k_{2})={\underline {1.141332181}}\\t_{3}=1.075:\\&y_{2}=1.141332181\quad \ k_{1}=3.183536647\quad k_{2}=f(t_{2}+{\frac {2}{3}}h,y_{2}+{\frac {2}{3}}hk_{1})\\&y_{3}=y_{2}+h({\frac {1}{4}}k_{1}+{\frac {3}{4}}k_{2})={\underline {1.227417567}}\\t_{4}=1.1:\\&y_{3}=1.227417567\quad \ k_{1}=3.796866512\quad k_{2}=f(t_{3}+{\frac {2}{3}}h,y_{3}+{\frac {2}{3}}hk_{1})\\&y_{4}=y_{3}+h({\frac {1}{4}}k_{1}+{\frac {3}{4}}k_{2})={\underline {1.335079087}}.\\\end{array}}}
수치해석적 결과는 밑줄친 값들이다.

## 적응적(Adaptive) 룽게 - 쿠타 방법
Adaptive한 방법은 단일 룽게-쿠타 방법의 지역적인 절단 오차의 추정치를 찾기 위해 고안되었다. 이것은 테이블에서 차수가 {\displaystyle p}와 {\displaystyle p-1}인 두 방법들을 가져서 이루어졌다.
낮은 차수의 단계는 다음과 같이 주어진다.
{\displaystyle y_{n+1}^{*}=y_{n}+h\sum _{i=1}^{s}b_{i}^{*}k_{i},}
{\displaystyle k_{i}}가 높은 차원의 방법에서도 같다면 오차는 다음과 같다.
{\displaystyle e_{n+1}=y_{n+1}-y_{n+1}^{*}=h\sum _{i=1}^{s}(b_{1}-b_{i}^{*})k_{i},}
오차는 {\displaystyle O(h^{p})}이다. 이런 종류의 Butcher 테이블은 {\displaystyle b_{i}^{8}}의 값을 얻기 위하여 확장 되었다.
{\displaystyle {\begin{array}{c|cc}0\\c_{2}&a_{21}\\c_{3}&a_{31}&a_{32}\\\vdots &\vdots &&\ddots \\c_{s}&a_{s1}&a_{s2}&\cdots &a_{s,s-1}\\\hline &b_{1}&b_{2}&\cdots &b_{s-1}&b_{s}\\&b_{1}^{*}&b_{2}^{*}&\cdots &b_{s-1}^{*}&b_{s}^{*}\\\end{array}}}
룽게-쿠타-펠베르크 방법은 차수가 5와 4인 두 방법을 가지고 있다. 그 확장된 부처 태블로는 다음과 같다:
{\displaystyle {\begin{array}{l|ll}1\\1/4&1/4\\3/8&3/32&9/32\\12/13&1932/2197&-7200/2197&7296/2197\\1&439/219&-8&3680/513&-845/4104\\1/2&-8/27&2&-3544/2565&1859/4104&-11/40\\\hline &16/135&0&6656/12825&28561/56430&-9/50&2/55\\&25/216&0&1408/2565&2197/4104&-1/5&0\\\end{array}}}
하지만 가장 간단한 adaptive 룽게-쿠타 방법은 2차인 호인의 방법과 1차인 오일러 방법과 결합되어 있다. 그 확장된 Butcher 테이블은 다음과 같다:
{\displaystyle {\begin{array}{c|cc}0\\1&1\\\hline &1/2&1/2\\&1&0\\\end{array}}}
오차 추정은 단계 크기를 제어하기 위해 사용된다.
다른 adaptive 룽게-쿠타 방법은 Bogacki–Shampine 방법(3과 2의 차수), Cash–Karp 방법과 Dormand–Prince 방법(둘 다 5,4의 차수)이 있다.

## Implicit 룽게 - 쿠타 방법
위에서 언급된 모든 룽게-쿠타 방법들은 모두 explict 방법들이다. explict 룽게-쿠타 방법은 일반적으로 stiff equation에는 맞지 않는다. 왜냐하면 그들의 절대적인 안정성의 범위가 작기 때문이다; 특히, 그 식들은 한정되어 있다. 이 문제는 편미분방정식의 솔루션에서 특히 중요하다.
explict 룽게-쿠타 방법의 불안정성은 음함수적(암시적, implicit)한 방법을 만들게 되었다. implicit 룽게-쿠타 방법은 다음의 형태를 가진다.
{\displaystyle y_{n+1}=y_{n}+h\sum _{i=1}^{s}b_{i}k_{i}}
이 때,
{\displaystyle k_{i}=f{\Biggl (}t_{n}+c_{i}h,y_{n}+h\sum _{j=1}^{s}a_{ij}k_{j}{\Biggr )},\quad i=1,\dots ,s.}
explict 방법간의 차이는 explict 방법은 시그마의 위에 i - 1이 들어간다는 것이다. 이것은 Butcher 테이블에서도 나타난다: explict 방법의 계수들의 행렬은 하 삼각 행렬이다. implicit 방법은 시그마 위에 s가 올라가고 계수들의 행렬은 다음과 같이 삼각행렬이 아니다.
{\displaystyle {\begin{array}{c|cc}c_{1}&a_{11}&a_{12}&\cdots &a_{1s}\\c_{2}&a_{21}&a_{22}&\cdots &a_{2s}\\\vdots &\vdots &\vdots &\ddots &\vdots \\c_{s}&a_{s1}&a_{s2}&\cdots &a_{ss}\\\hline &b_{1}&b_{2}&\cdots &b_{s}\\&b_{1}^{*}&b_{2}^{*}&\cdots &b_{s}^{*}\\\end{array}}={\begin{array}{c|c}c&A\\\hline &b^{T}\\\end{array}}}
이 차이는 매 단계마다, 대수적인 방정식의 시스템을 풀어야 한다는 점이다. 이것은 계산비용을 상당히 증가시킨다. m개의 성분이 있는 미분방정식을 s단계의 방법을 사용하면 대수적인 방정식은 ms개의 성분이 있다.이것은 implict한 선형 다단계 방법(ODE들의 다른 방법)과 대조된다: implicit한 s단계의 선형 다단계 방법은 m개의 성분을 가진 방정식을 풀기 위해서 단계수가 늘어나도 시스템의 크기가 늘어나지 않는다

### 예시
가장 간단한 implicit 룽게-쿠타 방법은 역 오일러 방법이다:
{\displaystyle y_{n+1}=y_{n}+hf(t_{n}+h,y_{n+1}).}
Butcher 테이블은 다음과 같다.
{\displaystyle {\begin{array}{c|c}1&1\\\hline &1\\\end{array}}}
이 Butcher 테이블에 대응하는 식은 다음과 같다.
{\displaystyle k_{1}=f(t_{n}+h,y_{n}+hk_{1})\quad and\quad y_{n+1}=y_{n}+hk_{1}}
이것은 위에서 나온 역 오일러 방법의 형태로 바꿀 수 있다.
다른 implicit 룽게-쿠타 방법의 예는 사다리꼴 법칙이다. 그 Butcher 테이블은 다음과 같다.
{\displaystyle {\begin{array}{c|cc}0&0&0\\1&{\frac {1}{2}}&{\frac {1}{2}}\\\hline &{\frac {1}{2}}&{\frac {1}{2}}\\&1&0\\\end{array}}}{\displaystyle }
사다리꼴 법칙은 배열 방법이다. 모든 배열 방법들은 모두 implicit 룽게-쿠타 방법이지만 모든 implicit룽게-쿠타 방법은 배열 방법이 아니다.
Gauss-Legendre 방법은 가우스 구적법에 기반한 배열 방법이다. s단계의 Gauss-Legendre 방법은 차수가 2s이다(따라서 임의의 높은 차수의 방법들이 구성될 수 있다).두 단계의 방법(차수는 4이다)의 Buther 테이블은 다음과 같다:
{\displaystyle {\begin{array}{c|cc}{\frac {1}{2}}-{\frac {1}{6}}{\sqrt {3}}&{\frac {1}{4}}&{\frac {1}{4}}-{\frac {1}{6}}{\sqrt {3}}\\{\frac {1}{2}}+{\frac {1}{6}}{\sqrt {3}}&{\frac {1}{4}}+{\frac {1}{6}}{\sqrt {3}}&{\frac {1}{4}}\\\hline &{\frac {1}{2}}&{\frac {1}{2}}\\&{\frac {1}{2}}+{\frac {1}{2}}{\sqrt {3}}&{\frac {1}{2}}-{\frac {1}{2}}{\sqrt {3}}\\\end{array}}}

### 안정도
explicit한 룽게-쿠타 방법에 비교하여 implicit 방법의 장점은 안정도가 특히 딱딱한 방정식에서 높다는 것이다. 다음의 선형 방정식 y'=λy를 고려해 보자. 룽게-쿠타 방법을 가용하면 이 식은 다음{\displaystyle y_{n+1}=r(h\lambda )y_{n}}의 반복으로 줄며, r은 다음과 같다.
{\displaystyle r(z)=1+zb^{T}(I-zA)^{-1}e={\frac {\det(I-zA+zeb^{T})}{\det(I-zA)}},}
여기서 e는 1들의 벡터를 나타낸다. 함수 r은 안정도 함수라고 불린다. 만약 이 방법이 s단계라면 r은 차수 s의 두 다항식의 몫의 형태를 띈다. explicit 방법은 순상삼각행렬인 행렬 A를 가진다. 이것은 det(I-zA) = 1이라는 것을 의미하며 그 안정도 함수는 다항함수이다.
위의 선형방정식은 {\displaystyle |r(z)|<1}이고 {\displaystyle z=h\lambda }일 때, 수치적 해법은 0이 된다. 이런z들의 집합은 절대 안정성의 영역이라고 부른다. 특히 이 방법은 모든 실수부가 음인 z가 절대 안정성의 영역 안에 있을 때 A-안정하다고 불린다. explicit 룽게-쿠타 방법의 안정도 함수는 다항함수이기 때문에 explicit 룽게 쿠타 방법은 A-안정할 수 없다.

## 코드
- C/C++ 코드//C/C++ code of 4th order Runge-Kutta method

# include<stdio.h>
# include<conio.h>
# include<math.h>

float f(float t,float y)
{
  return(t*y+1);
}
void main()
{
  float t0,y0,t1,y1,h,i,at,k1,k2,k3,k4;
  clrscr();
  printf("\n Enter Value Of t0 and y0");
  scanf("%f %f",&t0,&y0);
  printf("\n Enter Value of h");
  scanf("%f",&h);
  printf("\n Enter Final Value of t");
  scanf("%f",&at);
  printf("\nt\ty");
  printf("\n_______________________________________\n");
  do
  {
    k1=h*f(t0,y0);
    k2=h*f(t0+h/2,y0+k1/2);
    k3=h*f(t0+h/2,y0+k2/2);
    k4=h*f(t0+h,y0+k3);
    y1=y0+h/6*(k1+(2*k2)+(2*k3)+k4);
    t1=t0+h;
    printf("\n%.4f\t%.4f",t1,y1);
    t0=t1;
    y0=y1;
  }while(t0<at);
  getch();
}
- Python# Program Of Runge-Kutta 4th Order
from math import *

def f(t, y):
    return sin(y**t)

def runge_kutta():
    t0, y0 = float(input("initial time:")), float(input("initial value:"))
    h = float(input("interval size:"))
    t = float(input("terminal time:"))
    print("t       y")
    print("______________")
    while t0 < t:
        k1 = f(t0, y0)
        k2 = f(t0 + h / 2, y0 + (k1 * h) / 2)
        k3 = f(t0 + h / 2, y0 + (k2 * h) / 2)
        k4 = f(t0 + h, y0 + (k3 * h))
        y1, t1 = y0 + h / 6 * (k1 + (2 * k2) + (2 * k3) + k4), t0 + h
        print(f"{t1:5.4f}, {y1:5.4f}")
        t0, y0 = t1, y1

if __name__ == "__main__":
    runge_kutta()